# Comté de Lipscomb
Le comté de Lipscomb, en anglais : Lipscomb County, est un comté situé dans l'extrême nord de l'État du Texas aux États-Unis. Il est nommé en l'honneur du juge Abner Smith Lipscomb, le secrétaire d'État de la république du Texas.  Le siège du comté est Lipscomb.  Selon le  recensement de 2020, sa population est de 3 059 habitants.
Le comté a une superficie de 2 414 km2, dont la presque totalité en surfaces terrestres.

## Comtés adjacents
|                   | Comté de Beaver   |               |
| Comté d'Ochiltree | comté de Lipscomb | Comté d'Ellis |
| Comté de Roberts  | Comté de Hemphill |               |

## Démographie
| Groupes                          | Comté de Lipscomb | Texas | États-Unis |
| -------------------------------- | ----------------- | ----- | ---------- |
| Blancs                           | 86,2              | 70,4  | 72,4       |
| Autres                           | 9,4               | 10,6  | 6,4        |
| Métis                            | 2,2               | 2,7   | 2,9        |
| Amérindiens                      | 1,1               | 0,7   | 0,9        |
| Afro-Américains                  | 0,8               | 11,9  | 12,9       |
| Asiatiques                       | 0,3               | 3,8   | 4,8        |
| Total                            | 100               | 100   | 100        |
|                                  |                   |       |            |
| Hispaniques et Latino-Américains | 30,5              | 37,9  | 16,7       |

## Principales villes
- Booker (la majorité se trouve dans le comté de Lipscomb)
- Darrouzett
- Follett
- Higgins
- Lipscomb